# Gianluca Farina
Gianluca Farina, född den 15 december 1962 i Casalmaggiore i Italien, är en italiensk roddare.
Han tog OS-brons i scullerfyra i samband med de olympiska roddtävlingarna 1992 i Barcelona.